# Pescia
Pescia /ˈpeʃːa/ je italské město na stejnojmenné řece v toskánské provincii Pistoia, 50 km severozápadně od Florencie. Město má rozlohu 79 km² a zhruba 18 000 obyvatel. Pescia je vyhlášeným střediskem květinářství – každý sudý rok se na přelomu srpna a září v Pescii koná květinové bienále. Jedna z nejstarších papíren v Itálii se nachází v místní části Pietrabuona (4 km severně). Ve vesnici Collodi (3 km západně), která je dnes také částí Pescie, prožil část dětství spisovatel Carlo Lorenzini, autor Pinocchiových dobrodružství, dnes je v Collodi velký zábavní park Pinocchio, věnovaný slavnému dřevěnému panáčkovi. Pescijský se italsky řekne pesciatino.

## Vývoj počtu obyvatel
Počet obyvatel